# Tyrrell 005
Der Tyrrell 005 ist ein Rennwagen des ehemaligen britischen Formel-1-Teams Tyrrell, der als Einzelstück entstand und in den Jahren 1972, 1973 und 1974 zu elf Weltmeisterschaftsläufen eingesetzt wurde. Er war baugleich mit dem 006, den Tyrrell in einer Serie von drei Exemplaren fertigte und mit dem Jackie Stewart 1973 die Fahrerweltmeisterschaft gewann.

## Entstehungsgeschichte
Die Tyrrell Racing Organisation war seit den 1950er-Jahren in der Formel Junior, der Formel 3 und der Formel 2 angetreten. Nachdem Teamgründer Ken Tyrrell in den 1960er-Jahren zeitweise die Formel-2- und Formel-1-Werksteams von Cooper geleitet hatte, brachte er seinen eigenen Rennstall 1968 in die Formel 1. In den ersten beiden Jahren war Tyrrell ein reines Kundenteam, das Chassis von Matra mit Motoren von Cosworth kombinierte. Als Matra für die Saison 1970 die weitere Chassislieferung an Tyrrell von dem Einsatz französischer Motoren abhängig machte, beendete Ken Tyrrell die Beziehung zu Matra. Da keine anderen konkurrenzfähigen Kundenchassis verfügbar waren, entschied er sich für die Konstruktion eigener Rennwagen. Nach einer kurzen Übergangszeit mit Chassis von March war der erste Prototyp, der Tyrrell 001, im August 1970 einsatzbereit. Das von Derek Gardner unter großer Geheimhaltung konstruierte Auto war schnell, hatte aber zahlreiche Kinderkrankheiten. Auf der Basis des 001 entstand 1970 die Modellfamilie Tyrrell 002/003/004, deren Mitglieder als weiterentwickelte und verbesserte Versionen des 001 angesehen werden. Stewarts 003 war das dominierende Auto der Saison 1971: Mit ihm gewann er 1971 die Fahrerweltmeisterschaft, und Tyrrell wurde im gleichen Jahr Konstrukteursmeister.
Das Tyrrell-Werksteam bestritt bis in den Spätsommer 1972 hinein alle Weltmeisterschaftsläufe mit der Modellfamilie 002/003/004. Es gab noch einzelne Siege, aber die auf das Jahr 1970 zurückgehenden Tyrrell-Autos hatten mittlerweile ihre beherrschende Stellung eingebüßt. Die Saison 1972 wurde stattdessen bestimmt vom Lotus 72, mit dem Emerson Fittipaldi Weltmeister wurde. Seit Januar 1972 arbeitete Derek Gardner an einem Nachfolger für die Modellfamilie 002/003/004. Das erste Exemplar der nächsten Tyrrell-Generation war der 005, der im Juni 1972 erstmals getestet wurde und im Training zum Großen Preis von Frankreich debütierte.

## Nomenklatur
Anfänglich bezog sich die Bezeichnung der Tyrrell-Modelle auf einzelne Fahrgestellnummern, nicht auf Baureihen. Der 002, 003 und 004, die technisch identisch waren, waren also jeweils Einzelstücke. Der 005 war Tyrrells letztes Auto, auf das diese Nomenklatur angewendet wurde. Mit dem 006 stellte Tyrrell das System insoweit um, als nun technisch identische Fahrzeuge eine einheitliche Bezeichnung erhielten. Während der 005 ein Einzelstück war, entstanden vom 006 drei Exemplare, die zur weiteren Unterscheidung als 006/1, 006/2 und 006/3 bezeichnet werden. Da der 005 allerdings seinerseits mit den drei 006-Exemplaren technisch und äußerlich übereinstimmte, werden die Modelle 005 und 006 üblicherweise zu einer Familie zusammengefasst. Gemeinsam gelten sie als Tyrrells zweite Baureihe.

## Konstruktion

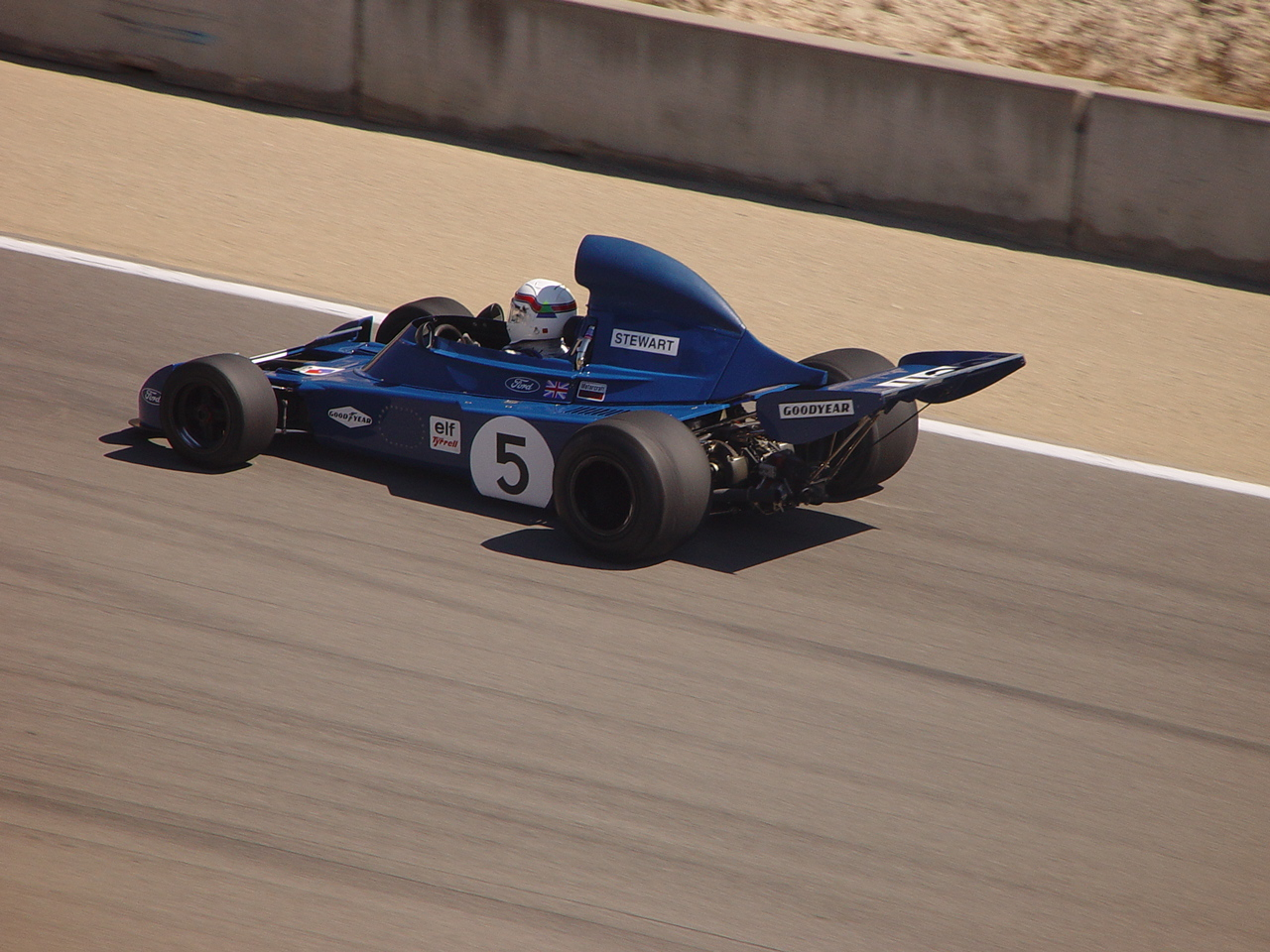
Hohe Lufthutze, glattflächige Wagenflanken: Tyrrell 005

Der Tyrrell 005 war auf Jackie Stewart zugeschnitten. Seinen Vorlieben entsprechend, was das Auto kleiner und handlicher als die 002/003/004. Der Radstand war um mehr als 5 cm verkürzt. Das Aluminiummonocoque war neu konstruiert. Es war breiter als beim Vorgänger und hatte tiefe seitliche Einschnitte, um dem Fahrer im Ellenbogenbereich mehr Bewegungsfreiheit zu geben. Das Monocoque war keilförmig gestaltet; insoweit folgte es den Vorgaben des Lotus 72. Die Cockpitverkeidung ragte hoch über die Seitenkästen auf; Kritiker bezeichneten die Gestaltung als „Kommandoturm“. Die Wasserkühler waren wie bei den Vorgängermodellen in der Fahrzeugnase untergebracht, die Ölkühler verlagerte Gardner aber zwecks Verbesserung der Gewichtsverteilung in die Fahrzeugmitte. Über dem Motor befand sich eine große Lufthutze, die bündig mit der Cockpit- bzw. Motorverkleidung abschloss und mit einer Finne in den Heckspoiler überging. Die Aufhängung bestand aus Dreiecksquerlenkern, die aus einem Stück gefertigt waren. In den ersten Monaten experimentierte Tyrrell mit innenliegenden Scheibenbremsen. Sie verursachten allerdings starke Vibrationen, sodass der 005 bei den meisten Rennen mit außenliegenden Bremsen ausgerüstet war.
Als Antrieb verwendete Tyrrell wie in den Jahren zuvor Cosworths Achtzylinder-Saugmotor mit 3,0 Litern Hubraum (Typ DFV); das Getriebe kam wiederum von Hewland.

## Lackierung
Wie alle vorherigen Tyrrell-Fahrzeuge, war auch der 005 in dunklem blau lackiert. Der Wagen trug Aufkleber von Tyrrells Hauptsponsor Elf sowie von Ford und dem Reifenlieferanten Goodyear.

## Testfahrten
Der 005 war Anfang Juni 1972 fertiggestellt. François Cevert unternahm die ersten Testfahrten in Silverstone, im Sommer 1972 führte Vern Schuppan weitere ausgiebige Testfahrten durch, die den Zweck hatten, die von beiden Fahrern bemängelten Vibrationen zu beseitigen.

## Renneinsätze
Anders als bei den bisherigen Fahrzeugen des Teams, war der 005 keinem Fahrer exklusiv zugeschrieben. Sowohl Tyrrells Spitzenfahrer Jackie Stewart als auch François Cevert erhielten das Auto für einige Rennen. Als Tyrrell später die Baureihe 006 aufgelegt hatte, diente der 005 zeitweise als Ersatzauto oder als Einsatzfahrzeug für einen zwischenzeitlich verpflichteten dritten Werksfahrer.

### 1972
Der Tyrrell 005 debütierte beim Großen Preis von Frankreich mit François Cevert. Er fuhr mit ihm im Freitagstraining die bis dahin schnellste Rennrunde, beschädigte ihn dann aber bei einem Unfall nach einem Fahrfehler so schwer, dass das Auto im Rennen nicht eingesetzt werden konnte. Cevert bestritt sein Heimrennen stattdessen im alten 002. Beim anschließenden Großen Preis von Großbritannien erhielt Stewart den reparierten 005. Er legte mit ihm die viertschnellste Trainingsrunde zurück. Dann löste sich ein Aufhängungsteil, woraufhin Stewart die Kontrolle über das Fahrzeug verlor und den 005 erneut stark beschädigte. Das Rennen bestritt Stewart mit dem 003; er wurde Zweiter.
Für den Rest der Saison wurde der Tyrrell 005 für Jackie Stewart gemeldet. Zu seinem ersten Renneinsatz kam das Auto im August beim Großen Preis von Österreich. Stewart wurde hier Siebter. An einen Ausfall in Italien schlossen sich zwei Siege bei den Großen Preisen von Kanada und der USA an.

### 1973
In der Saison 1973 fuhr Jackie Stewart die ersten beiden Weltmeisterschaftsläufe im 005, während Cevert bereits das erste Chassis des 006 nutzte. Stewart kam in Argentinien als Dritter ins Ziel und wurde in Brasilien Zweiter. Beim Training zum anschließenden Rennen in Südafrika verunglückte mit seinem 005 bei einem Unfall, der durch ein defektes Bremsseil ausgelöst worden war. Die linke Seite des 005 war erheblich beschädigt. Das Auto musste, weil das Team kein Ersatzfahrzeug dabei hatte, in der Box repariert werden. Dazu gehörte auch die Installation eines neuen Bremssystems. Stewart übernahm für das Rennen Ceverts Tyrrell 006/1 und brachte das Auto auf Platz eins ins Ziel. Cevert bestritt den Großen Preis von Südafrika im reparierten 005, gab aber nach 66 von 79 Runden aus und wurde nicht gewertet. Bei den folgenden Rennen ging Stewart im neu aufgebauten 006/2 an den Start, während Cevert wieder seinen 006/1 übernahm. Der 005 wurde in dieser Zeit zum Reserveauto. Es kam nur noch im Training zum Großen Preis von Großbritannien zum Einsatz.
Für die Überseerennen in Kanada und der USA zum Saisonende verpflichtete Tyrrell den vertragslosen Rennfahrer Chris Amon als dritten Werkspiloten. Amon erhielt für beide Rennen den 005. Im kanadischen Mosport qualifizierte er sich als langsamster der drei Tyrrell-Piloten für den 11. Startplatz. Er beendete das Rennen mit drei Runden Rückstand auf Platz 10. Beim anschließenden Rennen in Watkins Glen erreichte Amon den 13. Startplatz, am Rennen nahm er allerdings nicht teil. Im Training war François Cevert mit seinem neuen 006/3 tödlich verunglückt. Ken Tyrrell wollte seine Fahrer zunächst ungeachtet des Unfalls am Rennen teilnehmen lassen; Jackie Stewarts Ehefrau Helen veranlasste ihn allerdings dazu, die beiden verbliebenen Autos zurückzuziehen.
Stewart gewann 1973 zum dritten Mal die Fahrerweltmeisterschaft. Die meisten seiner 71 Punkte erzielte er im 006, aber die beiden Podiumsplatzierungen vom Saisonbeginn, die noch mit dem 005 herausgefahren wurden, trugen mit 15 Punkten zu dem Gesamtergebnis bei.

### 1974
Für die Auftaktrennen der Saison 1974 ging der 005 dreimal an Tyrrells neuen Piloten Patrick Depailler, der zwei Jahre zuvor bereits zwei Rennen im 004 für das britische Team bestritten hatte. Depailler kam bei allen Rennen mit dem 005 ins Ziel, zweimal in den Punkterängen. Hier wurde er Vierter. Danach übernahm Depailler zunächst den 1973 von Jackie Stewart genutzten 006/2, bevor er zum Großen Preis von Belgien den neu aufgebauten Tyrrell 007 erhielt.
Weitere Einsätze des 005 gab es nicht. Das Auto wurde nicht an ein unabhängiges Kundenteam verkauft.

## Resultate
| Fahrer                           | 1 | 2 | 3  | 4 | 5 | 6  | 7  | 8 | 9  | 10  | 11 | 12 | 13 | 14 | 15  | Punkte | Rang |
| -------------------------------- | - | - | -- | - | - | -- | -- | - | -- | --- | -- | -- | -- | -- | --- | ------ | ---- |
| Automobil-Weltmeisterschaft 1972 |   |   |    |   |   |    |    |   |    |     |    |    |    |    |     | 51     | 2    |
| F. Cevert                        |   |   |    |   |   | PO |    |   |    |     |    |    |    |    |     | 51     | 2    |
| J. Stewart                       |   |   |    |   |   |    | PO |   | 7  | DNF | 1  | 1  |    |    |     | 51     | 2    |
| Automobil-Weltmeisterschaft 1973 |   |   |    |   |   |    |    |   |    |     |    |    |    |    |     | 82     | 2    |
| F. Cevert                        |   |   | NC |   |   |    |    |   | PO |     |    |    |    |    |     | 82     | 2    |
| J. Stewart                       | 3 | 2 |    |   |   |    |    |   | PO |     |    |    |    |    |     | 82     | 2    |
| C. Amon                          |   |   |    |   |   |    |    |   |    |     |    |    |    | 10 | DNS | 82     | 2    |
| Automobil-Weltmeisterschaft 1974 |   |   |    |   |   |    |    |   |    |     |    |    |    |    |     | 52     | 3    |
| P. Depailler                     | 6 | 8 | 4  |   |   |    |    |   |    |     |    |    |    |    |     | 52     | 3    |